# Тяжёлый форвард

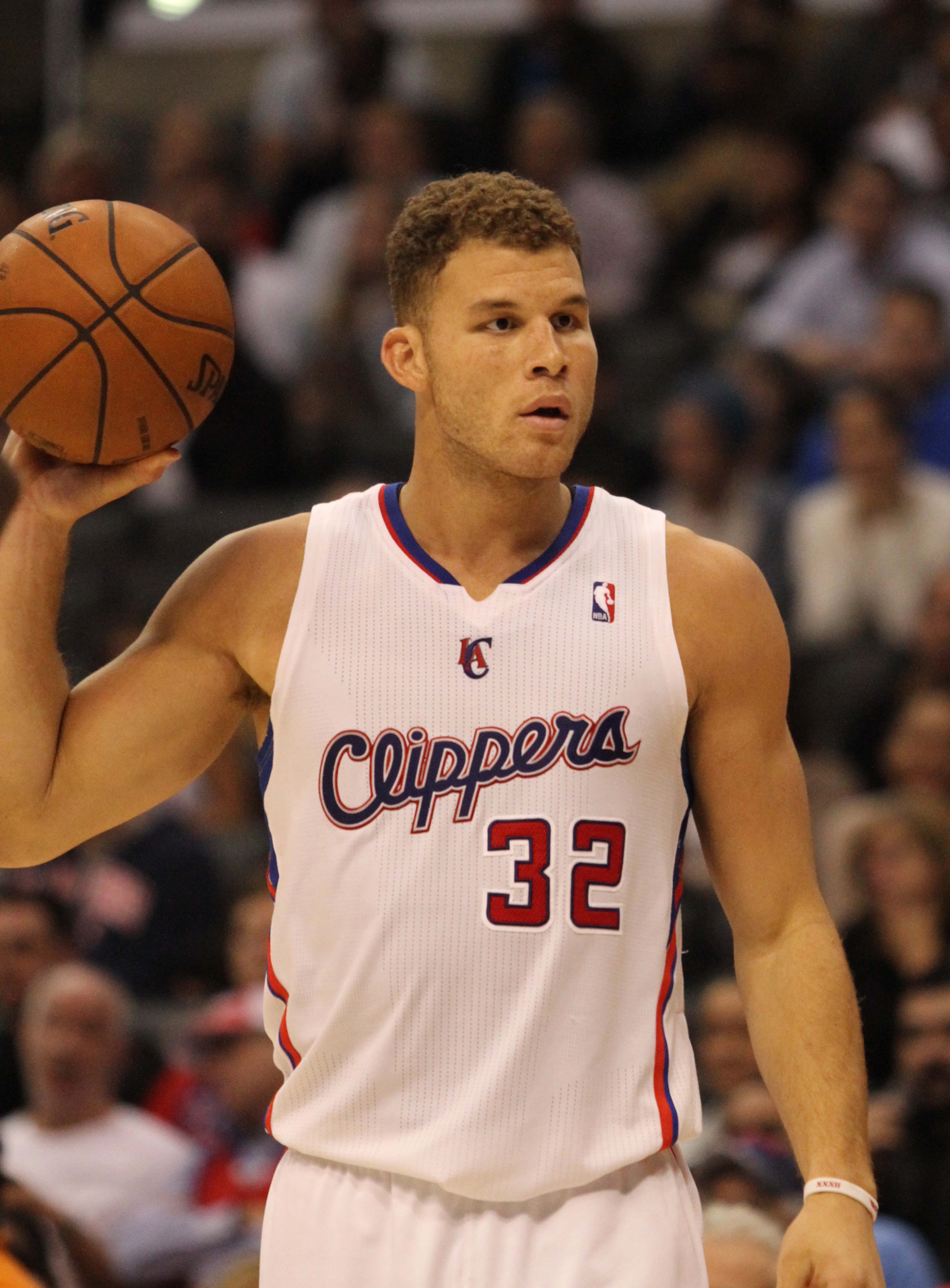
Тяжёлый форвард Блэйк Гриффин был выбран под первым номером на драфте 2009 года клубом «Лос-Анджелес Клипперс» и признан лучшим новичком 2011 года

Тяжёлый или мощный форвард (англ. Power Forward) или четвёртый номер — позиция игрока в баскетбольной команде. Главной задачей 4-го номера является подбор (англ. rebound) мяча в нападении и защите. Поэтому мощные форварды должны обладать незаурядной физической силой и выносливостью. Средний рост обычно составляет от 200 до 215 см. Игроки этого типа легко могут забивать мяч в кольцо сверху (Слэм-данк), но они делают это абсолютно не так, как менее рослые и физически сильные игроки, вроде атакующих защитников.
С течением времени стиль игры на позиции тяжёлого форварда менялся. Можно встретить игроков, которые набирают по 20-25 очков за матч и успевают играть в защите (Кевин Гарнетт), а можно и таких, для которых само слово «нападение» было чем-то неестественным и далёким (Деннис Родман).
Чем ближе к кольцу, тем твёрже и увереннее игроку нужно стоять на ногах и выдерживать сопротивление соперника, так как в 3-х секундной зоне судьи разрешают больше контакта. Это относится как к защите, так и к нападению. На позиции тяжёлого форварда уже не проходят хитрости лёгких игроков 1–2–3 позиции, когда можно обмануть судью и соперника и при контакте оказаться на паркете, демонстрируя грубую игру оппонента и надеясь на фол в нападении в свою пользу. Здесь приходится терпеть и просто быть сильнее соперника. Атлетические и ростовые данные тяжёлого форварда очень важны, как и баскетбольное искусство, мастерство и чувство игры могут быть решающими качествами игрока на этой позиции. Типичным примером тяжёлого форварда, компенсирующего недостаток роста умением грамотно выбирать позицию, является Чарльз Баркли. При росте 198 см Баркли использовал свою силу и агрессивность для того, чтобы доминировать под щитом, и стал одним из лучших игроков по подборам в НБА. Сегодня тяжёлый форвард самый большой универсал на площадке. Он должен уметь: вывести мяч в зону нападения, если прессингуют «маленьких»; атаковать с прохода и с любой дистанции, спиной к кольцу на «усах» и из-за трёхочковой дуги; защищаться в своей зоне практически против любого игрока соперника и работать на подборе на обоих кольцах.

## Лучшие представители в НБА
В январе 2016 года сайтом ESPN.com был составлен список самых выдающихся игроков в истории НБА на каждой из пяти баскетбольных позиций. Далее представлен список лучших тяжёлых форвардов:
- Тим Данкан (1997—2016)
- Карл Мэлоун (1985—2004)
- Дирк Новицки (1998—2019)
- Чарльз Баркли (1984—2000)
- Кевин Гарнетт (1995—2016)
- Кевин Макхейл (1980—1993)
- Боб Петтит (1954—1965)
- Элвин Хейз (1968—1984)
- Пау Газоль (2001—2019)
- Деннис Родман (1986—2000)